# 國立藝術、建築和設計博物館
國立藝術、建築和設計博物館（挪威語：Nasjonalmuseet for kunst, arkitektur og design）是位於挪威奧斯陸的國立美術博物館。

## 历史
博物館設立於2003年1月1日，系由挪威建築博物館、挪威裝飾藝術博物館、挪威現代藝術博物館、挪威國家美術館等博物館合併而成。

## 外部連結
- 官方网站 （英文）